# ضربات الجزاء الترجيحية (هوكي الحقل)
ركلات الترجيح هي طريقة مستخدمة في لعبة الهوكي لتحديد الفريق الذي يتقدم إلى المرحلة التالية من البطولة (أو يفوز بالبطولة) بعد مباراة متعادلة. تم استخدام طريقتين: مسابقة ضربة الجزاء الأصلية هي أفضل خمس ضربات جزاء مع الموت المفاجئ إذا كانت النتائج متساوية بعد خمس ضربات. تم تقديم مسابقة ركلات الترجيح البديلة في البطولات الكبرى في عام 2011. تُعرف هذه الطريقة أحيانًا بضربات الجزاء، وهي تشبه ضربات الجزاء في هوكي الجليد وتتكون من مباراة فردية بين لاعب مهاجم وحارس مرمى. حتى عام 2013، تم لعب ما يصل إلى فترتين من الأهداف الذهبية مدة كل منهما 7.5 دقيقة؛ توقفت هذه الطريقة بعد هذا التاريخ.

## ركلات الترجيح (قبل 2011)
لتحديد الفائز في المباريات التي تنتهي بالتعادل، تم استخدام مسابقة ضربة جزاء. على غرار ركلات الترجيح في كرة القدم، تقوم الفرق بالتناوب بضربات الجزاء، وفقًا للقواعد العادية، لتحديد الفائز. يتم تمثيل كل فريق من قبل أي خمسة لاعبين يتم اختيارهم من ورقة الفريق المقدمة قبل المباراة ويتم أيضًا اختيار الترتيب الذي يشاركون فيه. يقوم اللاعبون من كل فريق بضربات بديلة في منافسة من أفضل خمسة حتى يفوز الفريق أو يتم إكمال 10 ضربات. يتم تحديد الهدف المستخدم من قبل الحكام ويتم تحديد الفريق الذي سينفذ ضربة الجزاء الأولى من خلال رمي قطعة نقد . فاستمرارجة التعادل بعد 10 ضربت ،يبدا في تنفيذ الضربات بطريقة الموت المفاجئ حتى يتم تحديد الفائز. قد يتغير الترتيب الذي يأخذ به اللاعبون الضربات ويحتل الفريق الذي بدأ أولاً في ركلات الترجيح ثانيًا لمدة ضربات الموت المفجئ. 

## ركلات الترجيح (منذ 2011)
على غرار ركلة الجزاء في هوكي الجليد، يحصل المهاجم على فرصة للركض بالكرة في وضع واحد لواحد ضد حارس المرمى. يبدأ المهاجم من خط 23 متر بالكرة ويبدأ الحارس من خط المرمى. عندما يتم إطلاق الصافرة، يمكن لكليهما التحرك ويمنح المهاجم 8 ثوانٍ لتسجيل هدف. على عكس ضربة الجزاء أو ركن الجزاء، لا توجد قيود على الضربات التي قد يستخدمها المهاجم للتسجيل ويتم تسجيل الهدف بالطريقة المعتادة. إذا ارتكب المهاجم مخالفة، تنتقل الكرة خارج ميدان اللعب، أو تنقضي 8 ثوانٍ قبل أن تعبر الكرة الخط ولا يتم منح هدف. إذا أخطأ حارس المرمى للمهاجم عن غير قد ، فإن ركلات الترجيح يتم تنفيذا ؛ في حال كان الخطأ متعمدًا يتم احتساب ضربة جزا. 
تمامًا مثل سابقتها، تستخدم ركلات الترجيح خمسة لاعبين يتم اختيارهم من كل فريق ضد حارس مرمى. إنها مسابقة الأفضل من بين خمسة، وإذا تم تعادل النتائج في نهاية هذا، فإنها تتطور إلى الموت المفاجئ مع نفس اللاعبين حتى يتم تحديد الفائز. يتم تحديد الهدف الذي يجب استخدامه من قبل الحكام وأي فريق يبدأ يتم تحديده من خلال رمي العملة. يبدأ الموت المفاجئ من قبل الفريق الذي لم يبدأ ركلات الترجيح ويمكن للاعبين المضي قدمًا بترتيب مختلف عن أفضل الخمسة.

## روابط خارجية
- نهائي بلجيكا ضد أستراليا * Shoot Out * – Hockey World League Rotterdam (23/6/13) على القناة الرسمية على YouTube لاتحاد الهوكي الدولي
- فيديو عن ركلات الترجيح في نصف نهائي أولمبياد 2012 على بي بي سي